# Milesia macularis
Milesia macularis är en tvåvingeart som beskrevs av Christian Rudolph Wilhelm Wiedemann 1824. Milesia macularis ingår i släktet Milesia och familjen blomflugor. Inga underarter finns listade i Catalogue of Life.